# Erlöserkirche (Warschau)

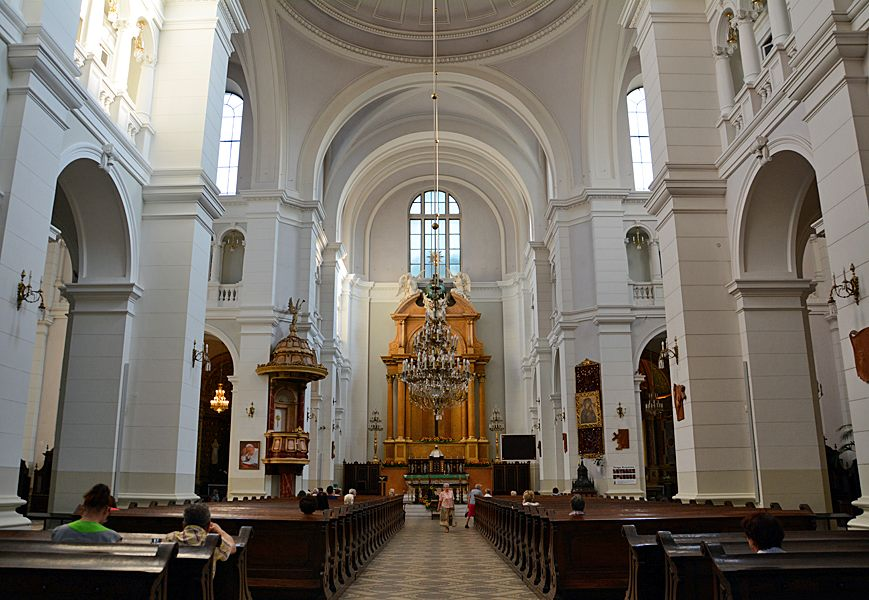
Innenraum

Die katholische Kirche des Allerheiligsten Erlösers (polnisch Kościół Najświętszego Zbawiciela) in Warschau ist eine katholische Pfarrkirche am Plac Zbawiciela am südlichen Ende der Ulica Marszałkowska.

## Geschichte
Die von 1901 bis 1911 durch Józef Pius Dziekoński im Stil des Eklektizismus errichtete Kirche wurde zu Beginn des Zweiten Weltkriegs bei Luftangriffen beschädigt und im Zuge des Warschauer Aufstandes von der Wehrmacht zerstört.
Sie wurde von 1945 bis 1948 durch Wiesław Konowicz rekonstruiert.

## Geographische Lage
Die Kirche befindet sich am Plac Zbawiciela am südlichen Ende der Ulica Marszałkowska in der Warschauer Innenstadt.